# Valerio Carrara
Valerio Carrara (Oltre il Colle, 3 marzo 1951 – Seriate, 9 febbraio 2022) è stato un politico italiano.

## Biografia
Eletto al Senato con l'Italia dei Valori, il primo giorno di legislatura annuncia di aderire a Forza Italia. Tuttavia s'iscrive al gruppo misto come esponente unico del Movimento Territorio Lombardo.
Il 4 maggio 2004 passa al gruppo parlamentare di Forza Italia, partito col quale viene rieletto ininterrottamente nelle successive due legislature del Senato.
Il 7 maggio 2012 viene eletto sindaco di Oltre il Colle con il 56,29% dei voti.
Nel 2011 lascia il gruppo del PdL per aderire a Coesione Nazionale, il gruppo dei responsabili che sostiene il Governo Berlusconi IV per fornire i numeri alla costituzione del nuovo gruppo anche in Senato. Diventa presidente della Commissione Difesa in rappresentanza del nuovo gruppo dopo la scomparsa del senatore Cantoni.